# Дедугу
Дедугу (на френски: Dédougou) е град в западна Буркина Фасо. Административен център на регион Букъл дю Муун и провинция Муун. Населението на града през 2012 година е 42 542 души.

## Побратимени градове
- Дуе, Франция